# Елзо Коельйо
Елзо Алоїзіо Коельйо (порт. Elzo Aloísio Coelho, нар. 22 січня 1961, Машаду) — бразильський футболіст, що грав на позиції півзахисника.
Виступав, зокрема, за «Інтернасьйонал», «Палмейрас» та лісабонську «Бенфіку», а також національну збірну Бразилії.
Триразовий переможець Ліги Гаушу. Дворазовий переможець Ліги Мінейро. Чемпіон Португалії. 

## Клубна кар'єра
У дорослому футболі дебютував 1978 року виступами за команду клубу «Гіназіо Піньяленсе», в якій провів три сезони. 
Згодом з 1981 по 1982 рік грав у складі команд клубів «Інтернасьйонал Лімейра» та «Ампаро».
Своєю грою за останню команду привернув увагу представників тренерського штабу клубу «Інтернасьйонал», до складу якого приєднався 1982 року. Відіграв за команду з Порту-Алегрі наступні два сезони своєї ігрової кар'єри.
1984 року уклав контракт з клубом «Атлетіко Мінейру», у складі якого провів наступні три роки своєї кар'єри гравця. 
З 1987 року два сезони захищав кольори команди клубу «Бенфіка». За цей час виборов титул чемпіона Португалії. 1988 року дійшов з командою до фіналу тогорічного Кубка європейських чемпіонів, в якому португальці лише у серії післяматчевих пенальті програли нідерландському ПСВ. Сам Елзо пробивав пенальті першим серед гравців «Бенфіки» і свій удар реалізував.
Повернувшись 1989 року на батьківщину, протягом двох сезонів захищав кольори «Палмейраса», після чого грав за «Катуенсе» та «Кальденсе», завершив ігрову кар'єру виступами за останню у 1993 році.

## Виступи за збірну
Протягом 1986 року провів 11 офіційних матчів у складі національної збірної Бразилії, зокрема виходив на поле в усіх п'яти іграх своєї збірної на чемпіонаті світу 1986 року у Мексиці. Пізніше до лав головної команди країни не залучався.

## Титули і досягнення
- Переможець Ліги Гаушу (3):

«Інтернасьйонал»: 1982, 1983, 1984
- Переможець Ліги Мінейро (2):

«Атлетіко Мінейру»: 1985, 1986
- Чемпіон Португалії (1):

«Бенфіка»: 1988-1989